# マースト・ヒヤール
マースト・ヒヤール（ペルシア語: ماست و خیار、ラテン文字：Mast-o Khiar、マスト・ヒヤールやマスト・キヤール、マスト・キアールと表記されることもある）はイランで食されている、キュウリとヨーグルトを使用したサラダである。マーストはペルシア語でヨーグルトを、ヒヤールはペルシア語でキュウリを意味する。イラン国内では一般的に見られる人気のある料理でもある。
作る際には、ヨーグルトにサワークリームを加えてよく混ぜ、その後ドライミント、タイム、キュウリを加えて静かに混ぜる。また、タマネギやニンニク、レタスなどを加える事もある。最後に塩で味を整えて完成である。ゴマやクロタネソウ、バラの花びら、コリアンダー、クミンシードなどで飾り付けをすることもある。
また、クルミやレーズンを加えて作る方法もある。